# Ómega
Az ómega (Ω, ω) a görög ábécé utolsó, huszonnegyedik betűje, az „ó” hang jele.
Az ómega mint a vég szimbóluma megjelenik a Bibliában is: „Én vagyok az alfa és az ómega, kezdet és vég, ezt mondja az Úr, aki van, és aki vala, és aki eljövendő, a Mindenható” (Jelenések könyve 1,8).

## Az ω betűhöz kapcsolódó fogalmak
- Szögsebesség (fizika)
- Fordulatszám (fizika, gépészet)
- Körfrekvencia (fizika: rezgések, hullámok)
- Az elektromos ellenállás mértékegységének, az ohmnak a jele a nagy ómega (Ω).
- Omega (együttes): magyar rockzenekar, logójában a nagy ómega (Ω) látható.